# Comuna de Wicko
Wicko (polaco: Gmina Wicko) é uma gminy (comuna) na Polónia, na voivodia de Pomerânia e no condado de Lęborski. A sede do condado é a cidade de Wicko.
De acordo com os censos de 2004, a comuna tem 5462 habitantes, com uma densidade 25,3 hab/km².

## Área
Estende-se por uma área de 216,08 km², incluindo:
- área agrícola: 43%
- área florestal: 30%

## Demografia
Dados de 30 de Junho 2004:
|                      | Total   | Total | Mulheres | Mulheres | Homens  | Homens |
| -------------------- | ------- | ----- | -------- | -------- | ------- | ------ |
|                      | pessoas | %     | pessoas  | %        | pessoas | %      |
| População            | 5462    | 100   | 2746     | 50,3     | 2716    | 49,7   |
| Densidade (pop./km²) | 25,3    | 100   | 12,7     | 12,7     | 12,6    | 12,6   |

De acordo com dados de 2002, o rendimento médio per capita ascendia a 1538,04 zł.

## Comunas vizinhas
- Choczewo, Główczyce, Łeba, Nowa Wieś Lęborska, Smołdzino